# Phygasia
Phygasia là một chi bọ cánh cứng trong họ Chrysomelidae.
Chi này được miêu tả khoa học năm 1837 bởi Dejean.

## Các loài
Các loài trong chi này gồm:
- Phygasia basalis Kimoto, 2000
- Phygasia carinipennis Chen & Wang, 1980
- Phygasia cyanea Medvedev, 1995
- Phygasia diancangana (Wang, 1992)
- Phygasia foveolata Wang, 1992
- Phygasia indochinensis Medvedev, 1995
- Phygasia marginata Medvedev, 1995
- Phygasia media Chen & Wang, 1980
- Phygasia minuta Medvedev, 2001
- Phygasia pallidipennis Chen & Wang, 1980
- Phygasia pallidipennis Medvedev, 2004
- Phygasia potanini Lopatin, 1995
- Phygasia potanini Medvedev, 1995
- Phygasia ruficollis Wang in Wang & Yu, 1993
- Phygasia tricolora Medvedev, 1995
- Phygasia wittmeri Medvedev, 1995